# Paraphauloppia novazealandica
Paraphauloppia novazealandica är en kvalsterart som beskrevs av Hammer 1967. Paraphauloppia novazealandica ingår i släktet Paraphauloppia och familjen Oribatulidae. Inga underarter finns listade i Catalogue of Life.